# Hermann Stockmann
Hermann Stockmann (* 28. April 1867 in Passau; † 25. Dezember 1938 in Dachau) war ein deutscher Maler, Zeichner und Illustrator. Er lebte 40 Jahre in Dachau. Dort war er „der Dichter unter den Malern des Mooses, der oft in geradezu überraschender Einfachheit für das Große dieser Landschaft in Farbe und Form schönsten Ausdruck fand“.

## Leben und künstlerisches Wirken

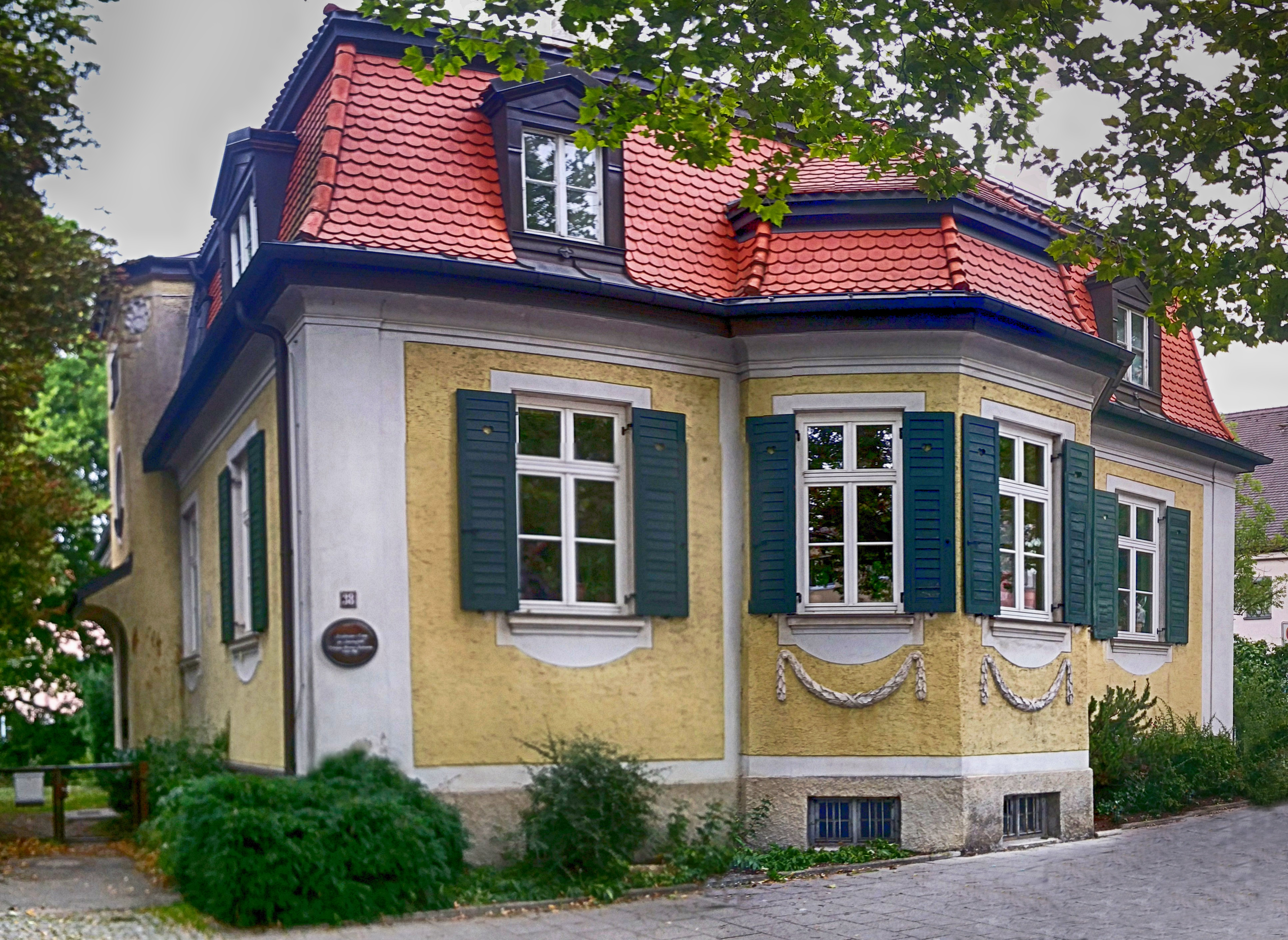
Wohnhaus des Malers
Dachau, Münchner Str. 38

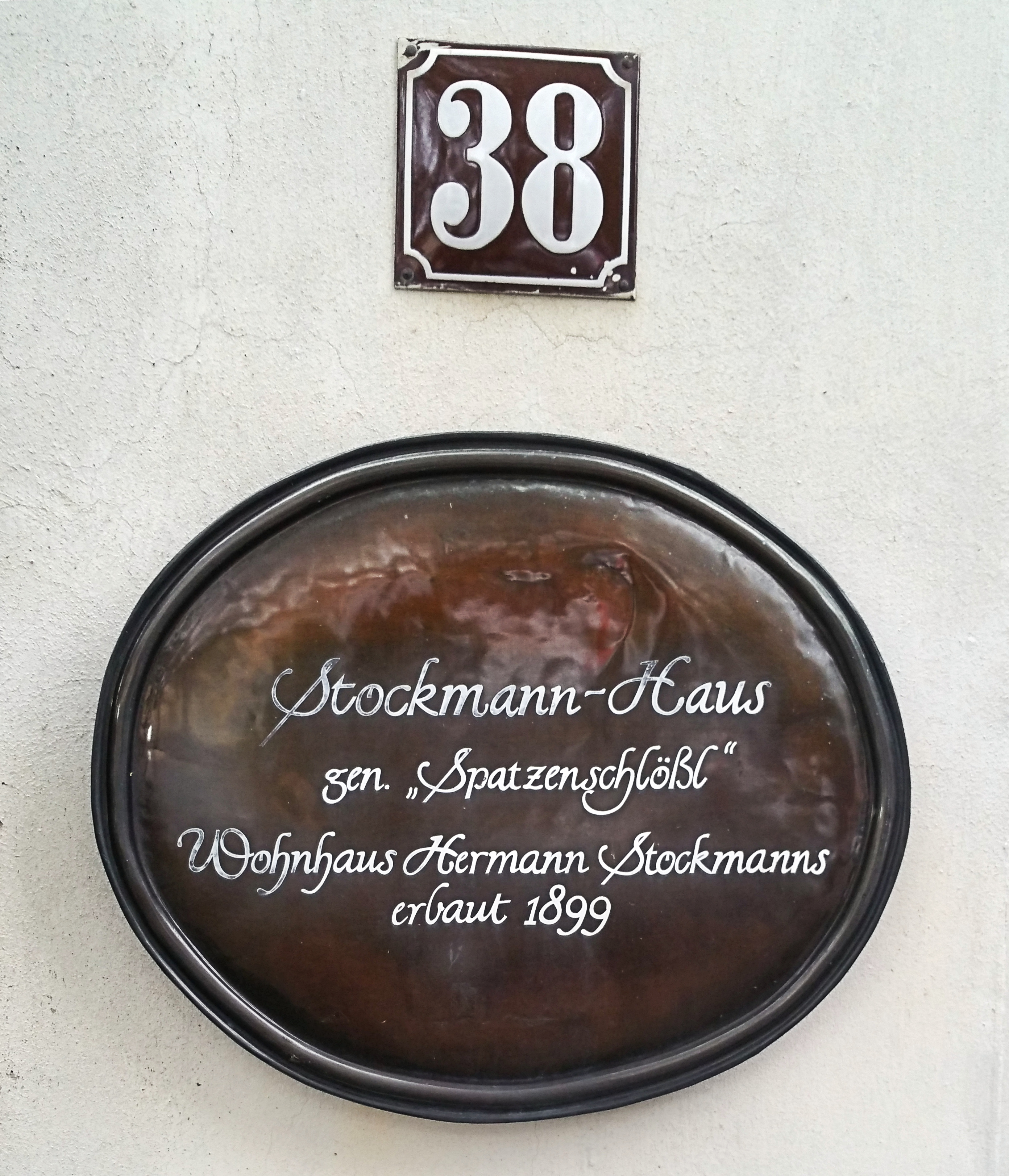
Infotafel am Stockmann-Haus

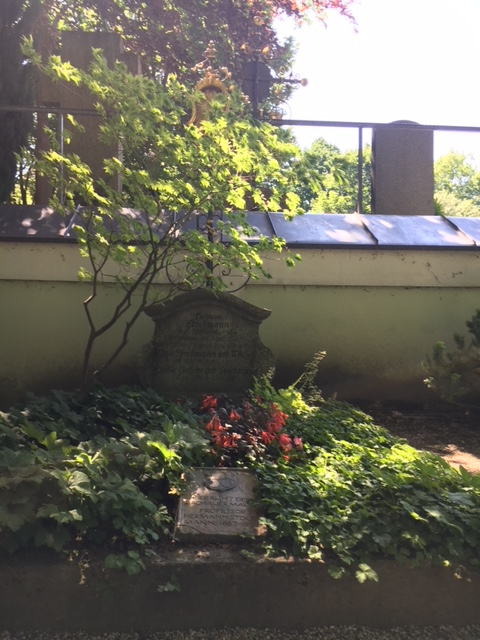
Grab auf dem „Alten Friedhof“ in Dachau, Abt. III, Nr. 64

Im Alter von 14 Jahren kam er zu seinem Onkel nach München, um dort die Realschule zu besuchen. Nach einer Dekorationsmalerlehre studierte Hermann Stockmann, Sohn eines Porzellanmodelleurs, an der Münchner Kunstakademie u. a. bei Gabriel Hackl, Johann Caspar Herterich und Wilhelm von Diez. Letztgenannter war es, der die Fähigkeit seines Schülers, Landschaft, Architektur und Figur aus dem Gedächtnis, also ohne modell, zu zeichnen erkannte und förderte. In der Hauptstadt des Königreiches Bayern war er ein geschätztes Mitglied der Künstlergesellschaft Allotria. Er schuf viele Entwürfe für die bekannten Münchner Festzüge.
1898 übersiedelte der inzwischen vor allem als Illustrator geschätzte Künstler nach Dachau. Die Stadt an der Amper stand seinerzeit als Studien- und Arbeitsplatz für bildende Künstler aus der Kunstmetropole München und der ganzen Welt in hohem Ansehen. Dort wirkte Hermann Stockmann, der 1910 von Prinzregent Luitpold zum Professor der Münchner Kunstakademie ernannt wurde, bis zu seinem Tod, wo er u. a. einen Museumsverein gründete und 1908 eine Gemäldegalerie eröffnete. Daneben war er noch für die Gestaltung mehrerer größerer Festumzüge in Dachau und München verantwortlich, beispielsweise für den Festzug zur Stadterhebung Dachaus im August 1934. Dazu schrieb Hermann Stockmann:

„Die bei Stadtjubiläen sonst veranstalteten Festzüge waren meist sogenannte historische Aufmärsche. Davon wird man in Dachau nichts schauen, sondern einen Zug, dessen Art dem alten Ort möglichst nahekommt. Dachau hat ein weites Hinterland mit bäuerlicher Bevölkerung, und nur der kennt den hochgelegenen, echt bayerischen Ort, der sein Hinterland kennt. Das Gepräge des alten Marktes war bäuerlich, und auch die junge Stadt wird sich dieser Eigenart nicht zu schämen brauchen; sie sollte sie vielmehr im Gegensatz zur Großstadt München stets betonen. Das soll auch die Entwicklung des Festzuges zeigen.“

Der Künstler zeichnete viele Motive für Kalenderbilder und Postkarten. Er malte Firmenschilder sowie Produktetiketten, gestaltete Häuserfassaden, schmückte Gasthofsäle, entwarf Plakate für große Volksfeste in Bayern, fertigte mehrere Entwürfe für Glasbilder in Kirchen (z. B. Pfarrkirche St. Benedikt in Ebertshausen), die von Syrius Eberle ausgeführt worden sind u. a. m.
Auch illustrierte er eine beachtliche Anzahl von Kinderbüchern. Beispielhaft sind einige von ihm illustrierte Werke, die Dorf- und Kleinstadtgeschichten der Kinderschriftstellerin Josephine Siebe genannt: Oberheudorfer Buben- und Mädelgeschichten (1908), Neue Kindergeschichten aus Oberheudorf (1912), Feriengäste im Silbernen Stern (1920) Drei aus Oberheudorf (1932), und Fritz Immerfroh (1938). Er hat auch selbst gedichtet und die eigenen Texte illustriert, so den Kleinstadtzauber, der 1925 im Verlag Braun und Schneider in München erschien.

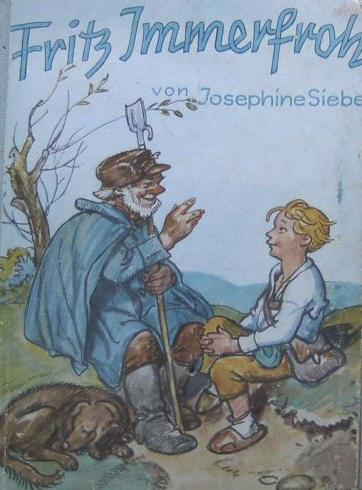
Hermann Stockmann hatte einige Kinderbücher von Josephine Siebe illustriert

Hermann Stockmann war über 30 Jahre Mitarbeiter der seinerzeit beliebten und reich illustrierten Wochenschrift Fliegende Blätter, für die er eine unüberschaubare Anzahl von Illustrationen schuf. Auch für die Zeitschrift Jugend hat er von 1896 an einige Zeichnungen gefertigt. Anfang der 1930er Jahre illustrierte er etliche Beiträge in der Halbmonatsschrift „Jugendlust“ des Bayerischen Lehrervereins.
Über sein reges künstlerisches Schaffen schrieb sein Malerkollege Carl Thiemann zusammenfassend:

„Mit besonderer Freude pflegte der Künstler das Bild der mainfränkischen Kleinstädte und den Zauber der biedermeierlichen Welt… Er war einer der fleißigsten Künstler, die damals in Dachau lebten, und nicht nur als Zeichner und Illustrator, sondern auch als Maler erfolgreich. Als solcher bevorzugte er Motive aus dem Dachauer Moos, Föhnstimmungen mit den von ihm meisterlich dargestellten Haufenwolken, Bilder von unserer damals noch unberührten Amperlandschaft mit ihren so reizvollen Altwässern, Blicke vom Dachauer Hügelland auf die Ebene, Bierkeller mit biedermeierlichen Staffagen – ein überreiches Verzeichnis seiner Schöpfungen, aus einer ruhigen, gemütlichen, schönen Welt.“

Der Künstler war auch Heimatkundler. Er sammelte mit großem Engagement für den Bayerischen Verein für Volkskunst und Volkskunde Antiquitäten und Trachten. Mit derselben Leidenschaft versuchte er, vergessenes Brauchtum und Kulturgut zu neuem Leben zu erwecken und unter das Volk zu bringen. So hat er beispielsweise die alten bayerischen Bräuche wie das Dreikönigssingen, das Paradeis- das der Krippenspiel neu aktualisiert. Für die Krippenspiele entwarf er die Kostüme sowie Bühnendekoration und textete auch Spielszenen neu.
Hermann Stockmann war ferner Mitbegründer der Künstlergruppe Dachau. Als solcher war er maßgebend an der ersten Ausstellung der Künstlergruppe am 11. Juni 1919 in Dachauer Schloss beteiligt. Nach Auflösung der Künstlergruppe Dachau engagierte er sich in der Künstlervereinigung Dachau, die 1927 gegründet wurde und dessen 1. Vorsitzender Hermann Stockmann bis 1929, dann Ehrenmitglied er war.
1927, zu seinem 60. Geburtstag, wurde er zum Ehrenbürger des Marktes Dachau ernannt.
In der Zeit des Nationalsozialismus war Stockmann Mitglied der Reichskammer der bildenden Künste. Für diese Zeit ist seine Teilnahme an neun Gruppenausstellungen sicher belegt, darunter 1938 die Große Deutsche Kunstausstellung in München mit zwei Bildern. Davon kaufte Hitler für 2500 RM das Ölgemälde Gefangene Russen.
Stockmann war seit 1898 mit der Apothekerstochter Caroline Wocher verheiratet. Aus der Ehe ging Tochter Emilie hervor.
Heute erinnern in Dachau, Haimhausen und München-Solln jeweils eine Straße an ihn. Eine beachtliche Anzahl seiner Kunstwerke sind zu besichtigen in der Gemäldegalerie Dachau. Diese widmete ihm im September 1988 eine Sonderausstellung im Dachauer Schloss mit dem Titel: Hermann Stockmann – Das heimatpflegerische Wirken des Künstlers.
Sein im Jahre 1899 im Neubarock erbautes Haus, das sogenannte „Spatzenschlössl“, existiert noch heute.

## Werke (Auswahl)
- Ochsenfurt (Bleistift 1894)
- Anna Schönlaub (Öl 1896)
- Interieur (Öl 1896)
- Kartoffelernte (Öl 1899)

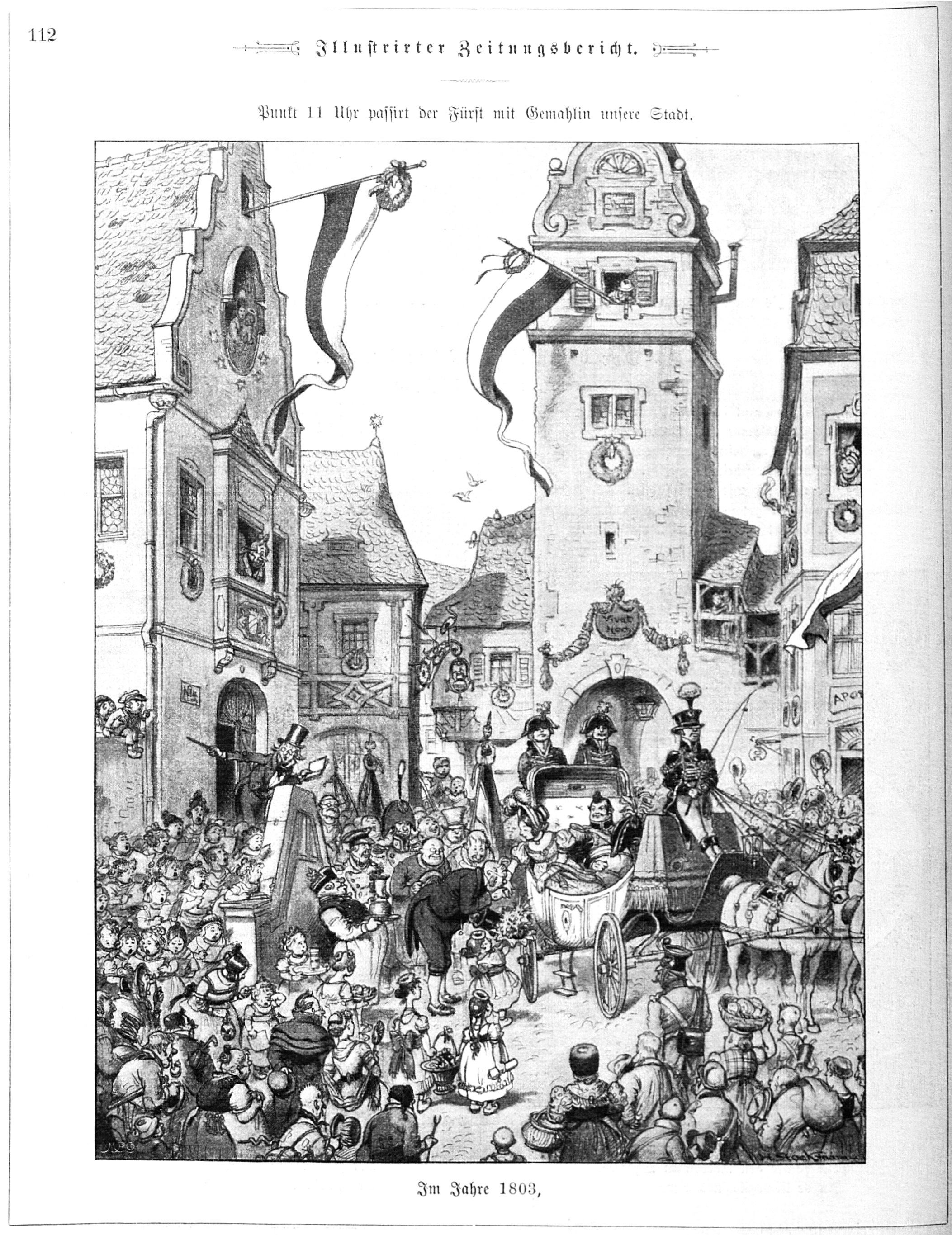
Illustrirter Zeitungsbericht. Punkt 11 Uhr passirt der Fürst mit Gemahlin unsere Stadt.
Im Jahre 1803

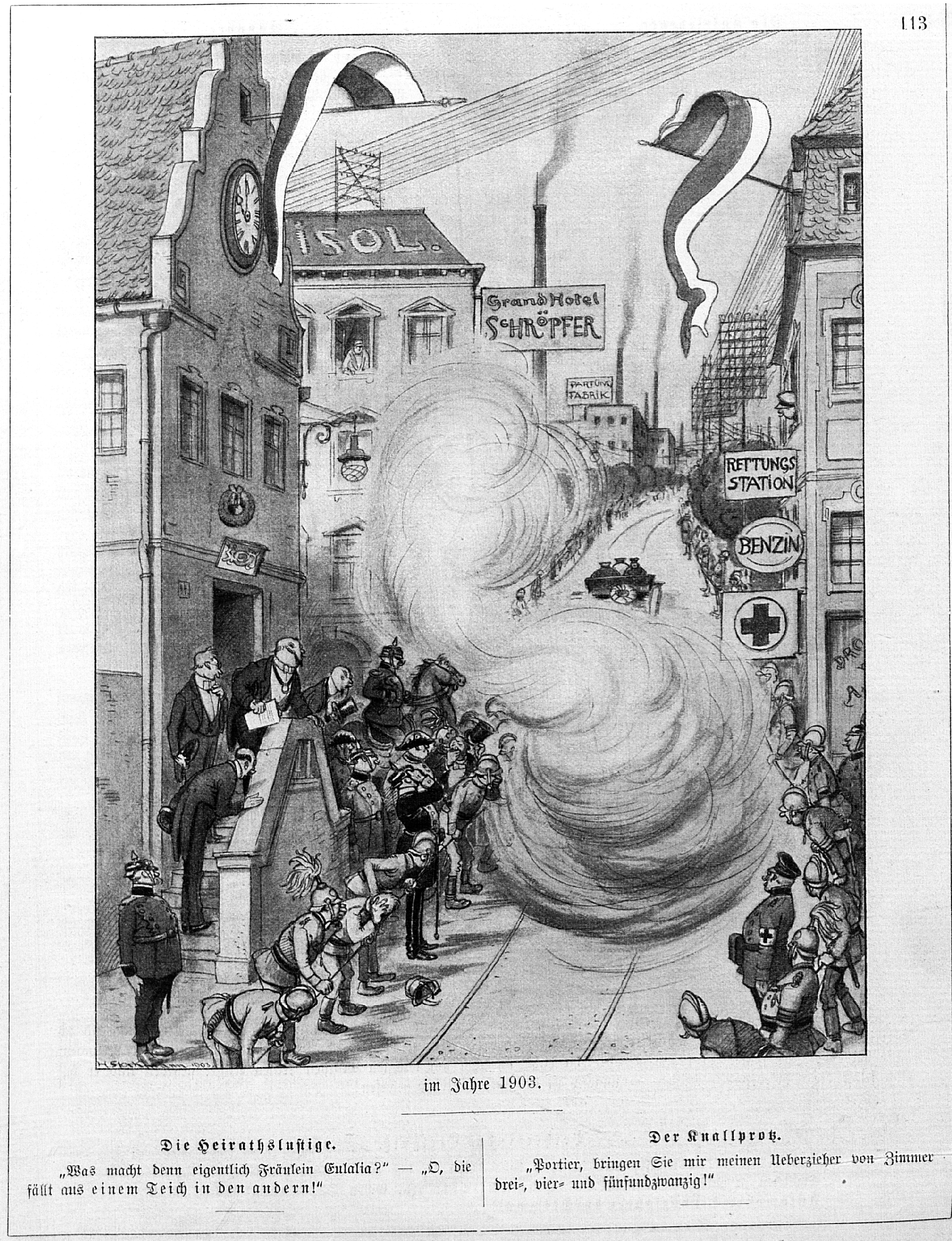
Im Jahre 1903

- Lustig ist die Fasenacht (Zeichnung 1908)
- Holzfäller an der Dachauer Amper (Öl 1919)
- Weihnachtsmarkt in Dachau (Zeichnung 1920)
- Feuchtwangen (Aquarell/Bleistift 1921)
- Glaser auf Wanderschaft bei Dachau (Öl 1923)
- Donau-Auen (Öl 1927)
- Kloster Andechs (Zeichnung 1930)
- Lange Abendschatten (Öl 1899)
- Alpenföhnblick (Öl 1910)
- Sontag in Dachau (Aquarell 1913)
- Neuburg am Inn (Aquarell 1921)
- Heuernte in Dachau (Öl 1922)
- Blick auf Schärding-Neuhaus (Öl 1922)
- Ein Maitag im Dachauer Moos (Öl 1923)
- Heimweg einer alten Frau (Öl 1926)
- Morgenstimmung in den Donau-Auen (Öl 1927)
- Festzug unterm alten Dachauer Markt (Öl 1927)
- An der Amper (Öl 1928)
- Der alte Keller (Öl 1929)
- Eine Bittprozession (Öl 1929)
- Winter im Moos (Öl 1929)
- Faschingstreiben (Öl 1932)
- Hochsommerliche Wolken überm Dachauer Amper-Moor (Öl 1933)
- Fronleichnamsprozession (Öl 1934)
- Fischer und kleine Dachauerin am Amperaltwasser (Öl 1936)
- In den Dünen bei Cuxhaven (Öl 1937)
- Frühling an der Maisach (Öl 1937)

## Publikationen
- mit Johannes von Schmaedel: München im Festschmuck. Erinnerungsblätter an die Anwesenheit Ihrer Majestäten des Deutschen Kaisers und der Kaiserin aus Anlaß der Grundsteinlegung des Deutschen Museums von Meisterwerken der Naturwissenschaften und Technik am 13. November 1906 : farbige Reproduktionen nach den im Besitz Sr. Kgl. Hoheit des Prinz-Regenten Luitpold von Bayern befindlichen Originalen. Braun & Schneider, München 1907 (Digitalisat).